# Herman VIII van Baden-Pforzheim
Herman VIII van Baden-Pforzheim (overleden in 1300) was van 1291 tot 1300 samen met zijn broer Rudolf IV markgraaf van Baden-Pforzheim. Hij behoorde tot het huis Baden.

## Levensloop
Herman VIII was de jongste zoon van markgraaf Herman VII van Baden-Baden en Agnes van Truhendingen. 
Toen Herman VII in 1291 stierf, werd zijn deel van het markgraafschap Baden-Baden onderverdeeld onder zijn drie zoons. Hierbij kreeg Frederik II een deel van het graafschap Eberstein en Rudolf IV en Herman VIII het gebied rond de stad Pforzheim. 
Herman VIII bestuurde het markgraafschap Baden-Pforzheim samen met zijn broer Rudolf IV tot aan zijn dood in 1300. Omdat Herman VIII kinderloos en ongehuwd was gebleven, bestuurde Rudolf IV het markgraafschap vanaf dan alleen.